# Algua
Algua é uma comuna italiana da região da Lombardia, província de Bérgamo, com cerca de 686 habitantes. Estende-se por uma área de 8 km², tendo uma densidade populacional de 86 hab/km². Faz fronteira com Aviatico, Bracca, Costa di Serina, Nembro, San Pellegrino Terme, Selvino, Serina, Zogno.

## Demografia
| Variação demográfica do município entre 1861 e 2011                               |
|                                                                                   |
| Fonte: Istituto Nazionale di Statistica (ISTAT) - Elaboração gráfica da Wikipedia |